# Andy Hardy
Andy Hardy ist eine US-amerikanische Filmreihe, welche von Metro-Goldwyn-Mayer produziert wurde. Sie folgt den Erlebnissen des Teenagers Andy Hardy und seiner Familie. Insgesamt erschienen zwischen 1937 und 1946 15 Langfilme und ein Kurzfilm in der Reihe, eine Wiederaufnahme der Filmreihe mit dem 16. Spielfilm Andy Hardy Comes Home scheiterte 1958. Die komödiantischen Familienfilme waren zu ihrer Zeit sehr beliebt und maßgeblich daran beteiligt, dass ihr Hauptdarsteller Mickey Rooney zu einem der kassenträchtigsten Hollywood-Stars dieser Zeit wurde. Zudem gilt die Filmreihe als Vorläufer heutiger Sitcoms. 1943 erhielt die Andy-Hardy-Filmreihe einen Ehrenoscar.

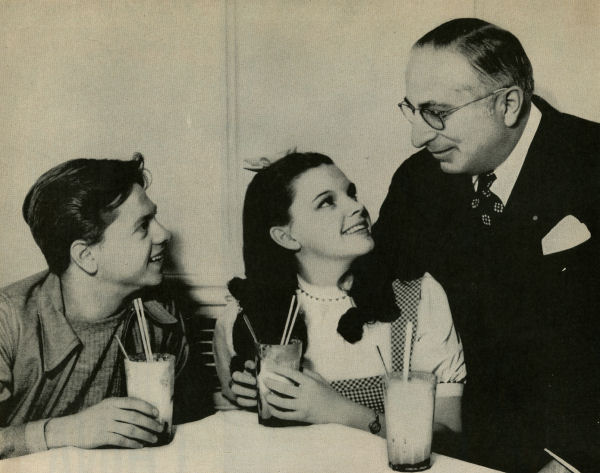
Die Darsteller Mickey Rooney und Judy Garland mit MGM-Studioboss Louis B. Mayer

## Produktionsgeschichte
Der ursprüngliche, erste Film A Family Affair (1937) basierte auf dem Theaterstück Skidding der US-amerikanischen Autorin Aurania Rouverol (1886–1955). A Family Affair war ein relativ kleiner, mit durchschnittlichem Aufwand produzierter Familienfilm unter Regie von George B. Seitz. Es war kein Fortsetzungsfilm geplant. Doch geriet A Family Affair an den amerikanischen Kinokassen zu einem solchen Überraschungserfolg für MGM, dass man beschloss, eine fortlaufende Serie über die Familie Hardy zu machen. Für den zweiten Film wurde die Besetzung teilweise verändert: Anstelle Lionel Barrymores spielte nun Lewis Stone den Familienpatriarchen und lokalen Richter James Hardy und statt Spring Byingtons war nun Fay Holden als Mutter Hardy zu sehen. Dagegen blieben Mickey Rooney als Sohn Andy Hardy, Cecilia Parker als Tochter Marian und Sara Haden als Tante Millie in ihren Rollen. 
Schnell entwickelte sich Mickey Rooneys Figur des Jugendlichen Andy Hardy zur Hauptfigur und zum Namensgeber der Serie. Als Freundin von Andy Hardy wurde meist Ann Rutherford als Polly Benedict eingesetzt, aber auch Judy Garland als angehende Sängerin Betsy Booth in drei Filmen. Während der erfolgreichsten Zeit der Andy Hardy-Filme wurde Rooney mehrmals von Kinobetreibern zum zugkräftigsten Hollywood-Star gewählt. Mit Love Laughs at Andy Hardy (1946), in welchem Andy von seinem Militärdienst im Zweiten Weltkrieg nach Hause kommt, endete die Serie. Ein Versuch, die Filmserie 1958 mit Andy Hardy Comes Home wieder aufleben zu lassen, scheiterte an den Kinokassen – obwohl Rooney, Holden, Haden und Parker ihre Rollen erneut übernahmen.

## Handlungsmotive
Die Filme spielen in der fiktionalen Kleinstadt Carvel im Bundesstaat Idaho. Carvel wird in den Filmen als gewöhnliches und etwas verschlafenes, aber sympathisches Dorf präsentiert. Die Filme nahmen den Typus späterer amerikanischer Fernseh-Sitcoms vorweg und zeigen eine „durchschnittliche“ amerikanische Familie mit ihren kleinen Alltagssorgen, die auf komödiantische Weise thematisiert werden. In den Filmen gerät die Hauptfigur Andy Hardy in Probleme, die oft mit Beziehungen zu Mädchen und Freunden, Geld, Liebe, Schule oder Beruf zusammenhängen – in der Regel ausgelöst durch seine jugendliche Unbedarftheit und Ausgelassenheit. Erst als der bisweilen strenge, aber gerechte Richter Hardy von den Problemen seines Sohnes erfährt und ihn zur Seite nimmt ("man-to-man"-talk), kann Andy schließlich das Problem zu einem versöhnlichen Happy End führen.

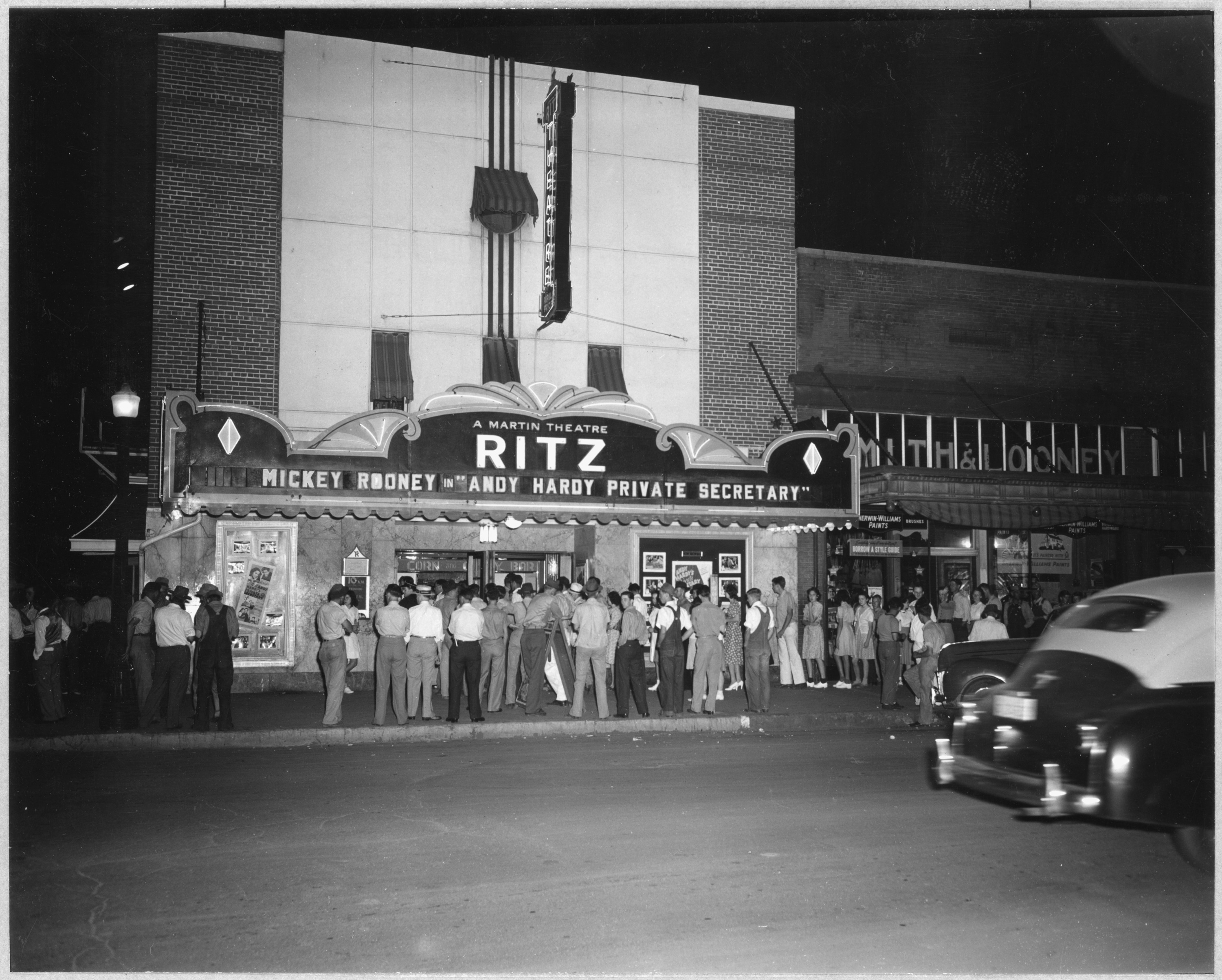
Mitternachtsvorstellung eines Andy-Hardy-Filmes in Sylacauga, Alabama

Die Andy-Hardy-Reihe kann wegen ihres Inhaltes als eine positive Hymne an den American Way of Life verstanden werden. Sie passte in das konservative Weltbild des MGM-Studiobosses Louis B. Mayer, das er nach dem Tod seines Co-Leiters bei MGM, Irving Thalberg, zunehmend in die Filme hineinfließen ließ.

## Andy-Hardy-Filme
- 1937: A Family Affair – Regie: George B. Seitz
- 1937: You’re Only Young Once – Regie: George B. Seitz
- 1938: Judge Hardy’s Children – Regie: George B. Seitz
- 1938: Love Finds Andy Hardy – Regie: George B. Seitz
- 1938: Out West with the Hardys – Regie: George B. Seitz
- 1938: The Hardys Ride High – Regie: George B. Seitz
- 1939: Andy Hardy Gets Spring Fever – Regie: W. S. Van Dyke
- 1939: Judge Hardy and Son – Regie: George B. Seitz
- 1940: Andy Hardy Meets Debutante – Regie: George B. Seitz
- 1940: Andy Hardy’s Dilemma: A Lesson in Mathematics – And Other Things (19-minütiger Kurzfilm) – Regie: George B. Seitz
- 1941: Andy Hardy’s Private Secretary – Regie: George B. Seitz
- 1941: Life Begins for Andy Hardy – Regie: George B. Seitz
- 1942: The Courtship of Andy Hardy – Regie: George B. Seitz
- 1942: Andy Hardy’s Double Life – Regie: George B. Seitz
- 1944: Andy Hardy’s Blonde Trouble – Regie: George B. Seitz
- 1946: Love Laughs at Andy Hardy – Regie: Willis Goldbeck
- 1958: Andy Hardy Comes Home – Regie: Howard W. Koch

## Rezeption und weitere Adaptionen
- Richter Hardy und sein Sohn Andy tauchten in mehreren Werbefilmen der 1940er-Jahre auf, beispielsweise im Rahmen von Werbung für den amerikanischen Einsatz im Zweiten Weltkrieg.
- Über Andy Hardy erschienen auch mehrere Comic-Bücher in den 1940er- und 1950er-Jahren. Der Erfolg von Andy Hardy, der das Leben amerikanischer Kleinstadt-Teenager den Mittelpunkt stellte, inspirierte auch die Archie Comics zu ihrem berühmtesten Comic Archie, der seit 1941 herausgebracht wird.[2]
- 1962 entstand ein Fernseh-Pilotfilm mit Jimmy Hawkins als Andy Hardy und Philip Ober als Richter Hardy in den Hauptrollen. Man überlegte hierbei Andy Hardy nochmals als Serie wiederzubeleben, wozu es aber letztlich nicht kam.

## Auszeichnungen
- 1943 erhielt MGM einen Ehrenoscar für ihre Andy-Hardy-Filmreihe.
- 2000 wurde der Film Love Finds Andy Hardy stellvertretend für die Reihe ins National Film Registry aufgenommen.